# Alfredo Capelli
Alfredo Capelli (Milán, 5 de agosto de 1855 - Nápoles, 28 de enero de 1910) fue un matemático italiano, especializado en álgebra, conocido por descubrir la identidad de Capelli.

## Biografía
Capelli graduó en la Universidad de Roma en 1877 habiendo estudiado con Giuseppe Battaglini y se trasladó a la Universidad de Pavía, donde trabajó como asistente de Felice Casorati. En 1881 se convirtió en profesor de análisis algebraico en la Universidad de Palermo, en sustitución de Cesare Arzelà, que se había mudado recientemente a Bolonia. En 1886, se trasladó nuevamente a la Universidad de Nápoles, donde ocupó la cátedra de álgebra. Permaneció en Nápoles hasta su muerte en 1910. Además de ser profesor allí, Capelli fue editor del Giornale di Matematiche di Battaglini de 1894 a 1910 y fue elegido miembro de la Academia Nacional de los Linces.
Sus primeros trabajos de investigación fueron sobre teoría de grupos, en los años 1870 en los que publicó una docena de artículos sobre grupos de permutaciones y ecuaciones algebraicas. Sin embargo, su aportación más notable a la matemáticas es la identidad de Capelli, herramienta fundamental en la teoría de los invariantes.

## Publicaciones Seleccionadas
- Capelli, Alfredo (1887), «Ueber die Zurückführung der Cayley'schen Operation Ω auf gewöhnliche Polar-Operationen», Mathematische Annalen (Berlin / Heidelberg: Springer) 29 (3): 331-338, ISSN 1432-1807, S2CID 120260817, doi:10.1007/BF01447728.